# هم سی
هم سی (به انگلیسی: Heme C) با فرمول شیمیایی C34H36O4N4S2Fe یک ترکیب شیمیایی با شناسه پاب‌کم 444125 است. که جرم مولی آن ۶۸۴٫۶۵۱ گرم بر مول می‌باشد. 